# Fresno del Río
Fresno del Río település Spanyolországban, Palencia tartományban. Fresno del Río Villalba de Guardo, Respenda de la Peña, Congosto de Valdavia, Ayuela, Pino del Río, Villazanzo de Valderaduey és Cea községekkel határos. Lakosainak száma 171 fő (2024).

## Népesség
A település népessége az elmúlt években az alábbi módon változott:
| Lakosok száma | 202  | 190  | 191  | 197  | 196  | 189  | 200  | 189  | 184  | 171  |
|               | 2001 | 2004 | 2007 | 2009 | 2012 | 2014 | 2017 | 2019 | 2022 | 2024 |